# Jonas Jagminas
Jonas Jagminas (* 20. Juni 1949 in Tytuvėnai, Rajongemeinde Kelmė) ist ein litauischer Politiker, sowjetlitauischer stellvertretender Ministerpräsident, Agronom.

## Leben
Von 1960 bis 1964 lernte er an der Mittelschule Tytuvėnai. 1967 machte er Abitur an der Abendschule für Arbeitsjugend Tytuvėnai. 1972 absolvierte er das Technikum für Mechanisation der Landwirtschaft in Smalininkai und wurde Techniker-Mechaniker. In der Berufsschule Raseiniai wurde er Traktorist. 1979 absolvierte er das Diplomstudium der Agronomie an der Lietuvos žemės ūkio akademija. Ab 1982 studierte er in der Aspirantur am Forschungsinstitut in Dotnuva. 1990 promovierte er am Forschungsinstitut für Landwirtschaft in Belarus zum Thema „Cheminių mechaninių priemonių deriniai bulvių, rugių, vasarinių kultūrų derlingumui didinti Vakarų Lietuvoje“.
Er arbeitete in Kelmė bei der Melioration und Forstwirtschaftsamt Tytuvėnai. Von 1972 bis 1973 war er leitender Ingenieur und Mechaniker im „Lenino keliu“-Kolchos in der Rajongemeinde Raseiniai. Von 1973 bis 1975 war er Leiter der Unterabteilung Keleriškiai (bei Kėdainiai) am Forschungsinstitut für Hydrotechnik und Melioration. Von 1976 bis 1980 leitete er das größte litauische Kolchos in der Rajongemeinde Kėdainiai. Von 1980 bis 1987 leitete er als Direktor das Technikum von Sowchos in Rietavas. Von 1987 bis 1989 war er erster Sekretär der Lietuvos komunistų partija in der Rajongemeinde Šilalė. Von 1989 bis 1990 war er stellvertretender Ministerpräsident von Sowjetlitauen. Von 1990 bis 1992 war er Generaldirektor von Kombinat für Gewächshäuser in Kietaviškės. Von 2004 bis 2012 war er Mitglied im Seimas, ausgewählt im Wahlbezirk Plungė-Rietavas.
Von 1973 bis 1980 war er Deputat im Volksrat Kėdainiai und von 1988 bis 1990 Deputat im sowjetlitauischen Obersten Rat, bis 1990 Mitglied der KPdSU, danach von Sąjūdis in Šilalė, ab 2003 der Darbo partija.

## Bibliografie
- Grumtynės su likimu: gyvenimas, darbai, mokslininko žvilgsnis į kaimo rytdieną. Vilnius: UAB „Valstiečių laikraštis“, 2004.